# Bobrůvka
Bobrůvka là một làng thuộc huyện Žďár nad Sázavou, vùng Vysočina, Cộng hòa Séc.